# Boann Corona
La Boann Corona è una struttura geologica della superficie di Venere.